# Сойфертіс Леонід Володимирович
Леонід (Веніамін) Володимирович Сойфертіс ((нар. 14 листопада 1911, Іллінці, тепер Вінницька область — 15 січня 1996, Москва) — народний художник СРСР (1990), Заслужений діяч мистецтв Росії, член-кореспондент  академії мистецтв СРСР.

## Біографія
Народився в  Іллінцях (зараз Вінницька область України). В 1930 у переїхав до Москви. Навчався у П. І. Львова, М.C. Родіонова, А. А. Радакова. У 1934 році вступив в Спілці художників СРСР і став постійним співробітником журналу «Крокодил».
Автор малюнків в радянській періодичній пресі. У роки Другої Світової Війни — співробітник фронтової газети, учасник оборони Одеси, Севастополя. Закінчив війну в Берліні. З 1960-х років працює ілюстратором, один з авторів малюнків в гумористичному журналі «Крокодил». в 1965 році створює малюнки до фільму «Вихори ворожі».
Твори Л. В Сойфертіс знаходяться в  Третьяковській галереї,  Російському Музеї,  ДМОМ ім. О. С. Пушкіна, Київській національній картинній галереї.

## Фільмографія

### Художник
- 1965 — Вихори ворожі